# Heinz H. Engler

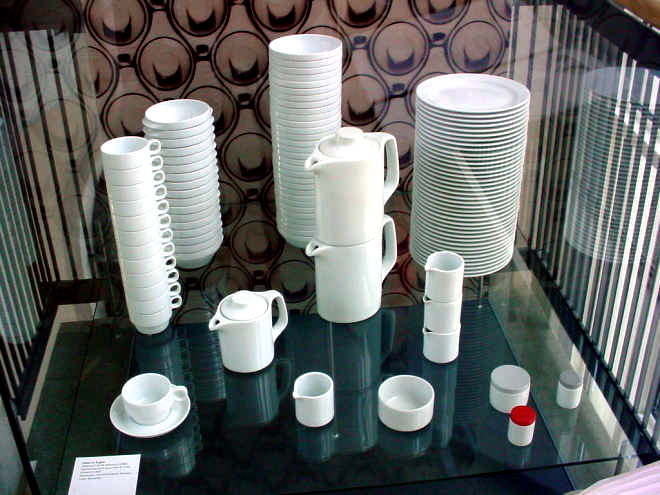
Das „B1100“, ausgestellt im Braith-Mali-Museum in Biberach an der Riß

Heinz H. Engler (* 5. Juni 1928 in Biberach an der Riß; † 22. August 1986 ebenda) war ein deutscher Designer.
Engler entwarf Anfang der 1960er Jahre das bekannteste Systemgeschirr in der Gastronomie: Das „System B1100“. Es wird seit 1962 unverändert von der Porzellanfabrik Gebr. Bauscher in Weiden in der Oberpfalz hergestellt.
B1100 vereint konventionelle Eigenschaften wie erhöhte Bruchsicherheit und Kantenschlagfestigkeit mit klarem ansprechenden Design. Es ist bis heute das meistverkaufte Hotelporzellan auf dem Weltmarkt. Der offensichtliche Nutzen, nämlich platzsparende Stapelbarkeit, robuste Ausführung und kompakte Formen, sorgte dafür, dass diese Serie weltweit in Hotels, Restaurants, Speisewagen, Kantinen, in Krankenhäusern und auch auf Passagierschiffen verwendet wird.

## Leben
Heinz H. Engler wurde 1928 in Biberach an der Riß geboren. 1944–1945 war er Luftwaffenhelfer in Danzig. 1949 machte er sein Abitur am Wieland-Gymnasium in Biberach und lernte anschließend das Töpferhandwerk in der Oberschwäbischen Töpferwerkstatt in seiner Heimatstadt. 1950–52 legte er sein Diplom an der höheren Fachschule für Keramik in Höhr-Grenzhausen ab. 1952–63 leitete er die Oberschwäbische Töpferwerkstatt gemeinsam mit seiner späteren Ehefrau Margarethe Frauer. Nach einer Tätigkeit als Entwerfer bei der Keramikfirma Arabia in Helsinki  1956–57 eröffnete er ein eigenes Studio zur Modellentwicklung in Biberach. Von 1958 bis 1968 erarbeitete er Hohlglasentwürfe für die Wiesenthalhütte in Schwäbisch Gmünd. 1958 und 1962 erhielt er den Staatspreis Gestaltung Kunst Handwerk des Landes Baden-Württemberg. 1967 wurde er auf den Lehrstuhl für keramische Produktgestaltung an die Hochschule für bildende Künste Hamburg berufen. Ab 1972 arbeitete er sowohl als Chefdesigner der Porzellanfabrik Gebr. Bauscher in Weiden in der Oberpfalz, als auch als Designer für die Firma Stölzle Glasindustrie in Wien.
1977 erhielt Engler einen Ruf an die Universität für angewandte Kunst Wien, und 1981 an die Hochschule für bildende Künste Hamburg auf den Lehrstuhl für Industriedesign.
Als er 1986 in Biberach starb, lautete die Todesanzeige in der Schwäbischen Zeitung schlicht wie sein Geschirr: «Engler ist tot.»